# 第21回ゴールデングローブ賞
第21回ゴールデングローブ賞（だい21かいゴールデングローブしょう）は、1963年の映画を対象としており、1964年3月11日に行われた。

## 受賞者・ノミネート

### 映画

#### 作品賞（ドラマ部門）
『枢機卿』
- 『アメリカ アメリカ』
- 『ニューマンという男』
- en:The Caretakers
- 『クレオパトラ』
- 『大脱走』
- 『ハッド』
- 『野のユリ』

#### 作品賞（ミュージカル・コメディ部門）
『トム・ジョーンズの華麗な冒険』
- 『あなただけ今晩は』
- 『ヤムヤム・ガール』
- 『バイ・バイ・バーディー』
- 『おかしなおかしなおかしな世界』
- en:A Ticklish Affair

#### 主演男優賞 (ドラマ部門)
シドニー・ポワチエ - 『野のユリ』
- マーロン・ブランド - 『侵略』
- en:Stathis Giallelis - 『アメリカ アメリカ』
- レックス・ハリソン - 『クレオパトラ』
- スティーブ・マックイーン - 『マンハッタン物語』
- ポール・ニューマン - 『ハッド』
- グレゴリー・ペック - 『ニューマンという男』
- en:Tom Tryon - 『枢機卿』

#### 主演女優賞 (ドラマ部門)
レスリー・キャロン - en:The L-Shaped Room
- ポリー・バーゲン - en:The Caretakers
- ジェラルディン・ペイジ - Toys in the Attic
- レイチェル・ロバーツ - 『孤独の報酬』
- ロミー・シュナイダー - 『枢機卿』
- アリダ・ヴァリ - The Paper Man
- マリナ・ヴラディ - 『女王蜂』
- ナタリー・ウッド - 『マンハッタン物語』

#### 主演男優賞 (ミュージカル・コメディ部門)
アルベルト・ソルディ - en:To Bed or Not to Bed
- アルバート・フィニー - 『トム・ジョーンズの華麗な冒険』
- ジェームズ・ガーナー - en:The Wheeler Dealers
- ケーリー・グラント - 『シャレード』
- ジャック・レモン - 『あなただけ今晩は』
- ジャック・レモン - 『ヤムヤム・ガール』
- フランク・シナトラ - 『ナイスガイ・ニューヨーク』
- en:Terry-Thomas - en:The Mouse on the Moon
- ジョナサン・ウィンタース - 『おかしなおかしなおかしな世界』

#### 主演女優賞 (ミュージカル・コメディ部門)
シャーリー・マクレーン - 『あなただけ今晩は』
- アン＝マーグレット - 『バイ・バイ・バーディー』
- ドリス・デイ - 『女房は生きていた』
- オードリー・ヘプバーン - 『シャレード』
- ヘイリー・ミルズ - Summer Magic
- en:Molly Picon - 『ナイスガイ・ニューヨーク』
- ジル・セント・ジョン - 『ナイスガイ・ニューヨーク』
- ジョアン・ウッドワード - 『パリが恋するとき』

#### 助演男優賞
ジョン・ヒューストン - 『枢機卿』
- リー・J・コッブ - 『ナイスガイ・ニューヨーク』
- ボビー・ダーリン - 『ニューマンという男』
- メルヴィン・ダグラス - 『ハッド』
- ヒュー・グリフィス - 『トム・ジョーンズの華麗な冒険』
- en:Paul Mann - 『アメリカ アメリカ』
- ロディ・マクドウォール - 『クレオパトラ』
- Gregory Rozakis - 『アメリカ アメリカ』

#### 助演女優賞
マーガレット・ラザフォード - 『予期せぬ出来事』
- ダイアン・ベイカー - 『逆転』
- en:Joan Greenwood - 『トム・ジョーンズの華麗な冒険』
- ウェンディ・ヒラー - Toys in the Attic
- en:Linda Marsh - 『アメリカ アメリカ』
- パトリシア・ニール - 『ハッド』
- リーゼロッテ・プルファー - en:A Global Affair
- リリア・スカラ - 『野のユリ』

#### 監督賞
エリア・カザン - 『アメリカ アメリカ』
- en:Hall Bartlett - en:The Caretakers
- en:George Englund - 『侵略』
- ジョーゼフ・L・マンキーウィッツ - 『クレオパトラ』
- オットー・プレミンジャー - 『枢機卿』
- トニー・リチャードソン - 『トム・ジョーンズの華麗な冒険』
- マーティン・リット - 『ハッド』
- ロバート・ワイズ - 『たたり』

### テレビ

#### 作品賞 (ドラマ部門)
en:The Richard Boone Show
- 『ボナンザ』
- The Defenders
- The Eleventh Hour
- 『ローハイド』

#### 作品賞 (ミュージカル・コメディ部門)
en:The Dick Van Dyke Show
- 『じゃじゃ馬億万長者』
- The Bob Hope Show
- en:The Jack Benny Show
- en:The Red Skelton Show

#### 作品賞 (バラエティ部門)
The Danny Kaye Show
- 『アンディ・ウィリアムス・ショー』
- en:The Garry Moore Show
- en:The Judy Garland Show
- 『ザ・トゥナイト・ショー』

#### 男優賞
ミッキー・ルーニー - Mickey
- リチャード・ブーン - en:The Richard Boone Show
- ジャッキー・グリーソン - Jackie Gleason: American Scene Magazine
- ローン・グリーン - 『ボナンザ』
- E・G・マーシャル - The Defenders

#### 女優賞
en:Inger Stevens - The Farmer's Daughter
- シャーリー・ブース - Hazel
- キャロリン・ジョーンズ - 『バークにまかせろ』
- ドロシー・ラウドン - en:The Garry Moore Show
- グロリア・スワンソン - 『バークにまかせろ』